# إمرالد أيسل (كارولاينا الشمالية)
إمرالد أيسل (بالإنجليزية: Emerald Isle, North Carolina) هي معلم جغرافي تقع في الولايات المتحدة في مقاطعة كارتيريت، كارولاينا الشمالية. يقدر عدد سكانها بـ 3,641 نسمة ومساحتها 13.7 كم2 ووترتفع عن سطح البحر 3 متر.

## التركيبة السكانية
حدّد مكتب تعداد الولايات المتحدة بيانات التركيبة السكانية لإمرالد أيسل في تعداد الولايات المتحدة. في ما يلي، التركيبة السكانية حسب تعدادي 2000 و2010.

### تعداد عام 2000
بلغ عدد سكان إمرالد أيسل 3,488 نسمة بحسب تعداد عام 2000، وبلغ عدد الأسر 1,644 أسرة وعدد العائلات 1,089 عائلة مقيمة في البلدة. في حين سجلت الكثافة السكانية 268.7 نسمة لكل كيلومتر مربع (695.9/ميل2). وبلغ عدد الوحدات السكنية 6,017 وحدة بمتوسط كثافة قدره 463.6 لكل كيلومتر مربع (1,200.7/ميل2).
وتوزع التركيب العرقي للبلدة بنسبة 96.67% من البيض و0.80% من الأمريكيين الأفارقة و0.46% من الأمريكيين الأصليين و0.63% من الأمريكيين ذوي الأصول الآسيوية و0.03% من سكان جزر المحيط الهادئ و0.29% من الأعراق الأخرى و1.12% من عرقين مختلطين أو أكثر و1.63% من الهسبانيون أو اللاتينيون من أي عرق.
بلغ عدد الأسر 1,644 أسرة كانت نسبة 17.2% منها لديها أطفال تحت سن الثامنة عشر تعيش معهم، وبلغت نسبة الأزواج القاطنين مع بعضهم البعض 60.6% من أصل المجموع الكلي للأسر، ونسبة 4% من الأسر كان لديها معيلات من الإناث دون وجود شريك، بينما كانت نسبة 1.6% من الأسر لديها معيلون من الذكور دون وجود شريكة وكانت نسبة 33.8% من غير العائلات. تألفت نسبة 26% من أصل جميع الأسر من عدة أفراد يعيشون في نفس المنزل ونسبة 8.6% كانت تتألف من شخص يعيش بمفرده يبلغ من العمر 65 عاماً أو أكثر. وبلغ متوسط حجم الأسرة المعيشية 2.12، أما متوسط حجم العائلات فبلغ 2.49.
بلغ العمر الوسطي للسكان 50.1 عاماً. وكانت نسبة 13.1% من القاطنين تحت سن الثامنة عشر، وكانت نسبة 4.8% بين الثامنة عشر والرابعة والعشرين عاماً، ونسبة 24% كانت واقعةً في الفئة العمرية ما بين الخامسة والعشرين والرابعة والأربعين عاماً، ونسبة 35.7% كانت ما بين الخامسة والأربعين والرابعة والستين، ونسبة 22.4% كانت ضمن فئة الخامسة والستين عاماً فما فوق. يوجد لكل 100 أنثى 105.5 ذكر، ويوجد لكل 100 أنثى في الثامنة عشر من عمرها فما فوق 105.8 ذكر.
بلغ متوسط دخل الأسرة في البلدة 53,274 دولارًا، أما متوسط دخل العائلة فبلغ 60,257 دولارًا. وكان متوسط دخل الذكور 35,833 دولارًا مقابل 28,417 دولارًا للإناث. وسجل دخل الفرد الخاص بالبلدة 31,316 دولارًا. وكانت نسبة 2.1% من العائلات ونسبة 2.7% من السكان تحت خط الفقر، وكان من هؤلاء نسبة 0% تحت سن الثامنة عشر ونسبة 5% في الخامسة والستين من العمر وما فوق.

### تعداد عام 2010
بلغ عدد سكان إمرالد أيسل 3,655 نسمة بحسب تعداد عام 2010، وبلغ عدد الأسر 1,732 أسرة وعدد العائلات 1,106 عائلة مقيمة في البلدة. في حين سجلت الكثافة السكانية 281.6 نسمة لكل كيلومتر مربع (729.3/ميل2). وبلغ عدد الوحدات السكنية 6,735 وحدة بمتوسط كثافة قدره 518.9 لكل كيلومتر مربع (1,343.9/ميل2).
وتوزع التركيب العرقي للبلدة بنسبة 96.74% من البيض و0.60% من الأمريكيين الأفارقة و0.22% من الأمريكيين الأصليين و0.77% من الأمريكيين ذوي الأصول الآسيوية و0.16% من سكان جزر المحيط الهادئ و0.52% من الأعراق الأخرى و0.98% من عرقين مختلطين أو أكثر و1.97% من الهسبانيون أو اللاتينيون من أي عرق.
بلغ عدد الأسر 1,732 أسرة كانت نسبة 17.9% منها لديها أطفال تحت سن الثامنة عشر تعيش معهم، وبلغت نسبة الأزواج القاطنين مع بعضهم البعض 54.7% من أصل المجموع الكلي للأسر، ونسبة 5.7% من الأسر كان لديها معيلات من الإناث دون وجود شريك، بينما كانت نسبة 3.5% من الأسر لديها معيلون من الذكور دون وجود شريكة وكانت نسبة 36.1% من غير العائلات. تألفت نسبة 29% من أصل جميع الأسر من عدة أفراد يعيشون في نفس المنزل ونسبة 11.6% كانت تتألف من شخص يعيش بمفرده يبلغ من العمر 65 عاماً أو أكثر. وبلغ متوسط حجم الأسرة المعيشية 2.11، أما متوسط حجم العائلات فبلغ 2.56.
بلغ العمر الوسطي للسكان 52.2 عاماً. وكانت نسبة 14.6% من القاطنين تحت سن الثامنة عشر، وكانت نسبة 6.2% بين الثامنة عشر والرابعة والعشرين عاماً، ونسبة 20.1% كانت واقعةً في الفئة العمرية ما بين الخامسة والعشرين والرابعة والأربعين عاماً، ونسبة 33.3% كانت ما بين الخامسة والأربعين والرابعة والستين، ونسبة 25.8% كانت ضمن فئة الخامسة والستين عاماً فما فوق. وتوزع التركيب الجنسي للسكان بنسبة 50.9% ذكور و49.1% إناث.